# Ilustrovaný encyklopedický slovník
Ilustrovaný encyklopedický slovník (IES) je třísvazková encyklopedie středního rozsahu vydaná v ČSSR v letech 1980–1982. Sice měla vysoký náklad, který byl brzy rozebrán ale také byla nazvána „Nejméně podařeným dílem zpracovaným kolektivem Encyklopedického institutu”.

## Přijetí
Encyklopedie byla kritizována už v době vydání. Jeden z důvodů bylo velké množství prostoru které věnuje nedůležitým informacím jako o funkcích a vyznamenáních členů KSČ. Např. recenze v exilovém časopisu Listy popisuje: „slovník doslova zaplavili údaji o různých stranických aparátnících (od krajského tajemníka výše”.
I v samotné encyklopedii se v úvodu píše že obsahuje všechny nositele cen: hrdina ČSSR, hrdina SSSR z ČSSR, Řád Klementa Gotwalda, Národní a zasloužilý umělec, československé držitelé zlaté medaile z olympijských her a Mezinárodní Leninova cena za upevnění míru mezi národy.
Dále byla kritizovaná pro chybovost. Například:
| „ | dodatky a opravy jsou pouze po heslo Šteffel Josef, zbývající hesla chybí, řada chyb nebyla v dodatcích opravena. Např. heslo Olomouc: na 33 řádcích je pět chyb (čtyři se týkají průmyslových závodů a jedna organizace výstavy Flóra). | “ |

Ideologické zabarvení je vidět například na tom že IES neobsahuje heslo o Trockém, ale jen heslo trockismus, které začíná:
| „ | maloburž. ideově polit. směr v dělninickém hnutí, nepřátelský leninismu a zakrývající svou oportunistickou podstatu levičáckými radikalistickými frázemi a hesly. Pro trockismus je charakteristické rychlé kolísání mezi ultrarevolučností a kapitulantstvím vůči buržoazii. [...] V KSČ se vlivy trockismu projevovaly hlavně před V. sjezdem KSČ 1929 a v krizovém období 1968–69. | “ |

Nebo ve slovníku třeba schází hesla Jan Patočka, Pavel Kohout, Milan Kundera, Josef Škvorecký, Lavrentij Pavlovič Berija, Nikolaj Bucharin, Georgij Maximilianovič Malenkov, Lev Kameněv.

## Vytvoření
Encyklopedie byla vytvořena Encyklopedickým institutem pod vedením Miroslava Štěpánka, a Josefa Kožešníka. Vydala ji Academia. Při přípravě byl použit materiál z dlouho připravované mnohasvazkové Československé encyklopedii která ale nikdy nevyšla. Poslední svazek obsahuje doplňky a opravy.

## Přehled svazků
|                              | 1. díl            | 2. díl          | 3. díl            |
| ---------------------------- | ----------------- | --------------- | ----------------- |
| Hesla                        | A-I               | J-Pri           | Pro-Ž             |
| Redakční uzávěrka            | 31. prosince 1978 | 30. června 1980 | 31. prosince 1981 |
| Počet stran                  | 976               | 960             | 976               |
| Počet obrázků                | 1653              | 1658            | 1797              |
| Počet stran barevných příloh | 16                | 16              | 16                |

## Další literatura
- ŠTAMPACH, Ivan. Odborná literatura : ilustrovaný encyklopedický slovník I. Acta incognitorum. Duben 1982, roč. 7, čís. 8, s. 455–458.
- SOCHOR, Lubomír. Velké pomníky malým mužům. Listy. 1981, čís. 6, s. 61–62. Dostupné online.
- SOCHOR, Lubomír. Jan Patočka a filozof Jaromír Obzina. Listy. 1982, čís. 6, s. 55–57. Dostupné online.